# 蛇尾草
蛇尾草（学名：Ophiuros exaltatus）为禾本科蛇尾草属下的一个种。

## 扩展阅读
- 維基物種上的相關：蛇尾草